# ازرا لوانت
ازرا لوانت (انگلیسی: Ezra Levant; ۱۹ فوریهٔ ۱۹۷۲ – ) وکیل، روزنامه‌نگار، فعال سیاسی، مدیر اجرایی، کارآفرین و ستون‌نویس اهل کانادا است، که در سال ۲۰۱۵ شرکت ربل نیوز را تأسیس کرد. وی از سال ۱۹۹۰ میلادی تاکنون مشغول فعالیت بوده‌است.